# Otus mantananensis
Otus mantananensis (лат.) — вид птиц рода совок семейства совиных.

## Описание
Представители данного вида имеют длину от 18 до 20 см, массу от 106 до 110 г. Представители серо-коричневой морфы покрыты пятнами сверху. Более светлый низ покрыт чёрными пятнами. Красновато-коричневая морфа более красновато-коричневого цвета. Глаза жёлтые.

## Рацион
Охотится на насекомых и других членистоногих, иногда мелких позвоночных.